# Usine métallurgique de Rönnskär
Rönnskärsverken
L’usine métallurgique de Rönnskär, actuellement Boliden Rönnskär, est un complexe métallurgique à Skelleftehamn, en Suède. En service depuis 1930, et connue comme Rönnskärsverken, c'est l'usine principale de l'entreprise Boliden AB. L'usine est spécialisée dans l'extraction du cuivre, du zinc et du plomb (en). Elle est aussi un important producteur d'acide sulfurique, d'argent et d'or, obtenus comme coproduits des opérations d'extraction et d'affinage.
Destinée initialement à l'extraction de cuivre à partir de minerai locaux, l'usine a continuellement développé l'extraction des métaux annexes, leur valeur excédant parfois celle du cuivre extrait. L'extraction de plomb puis de zinc a été développée dans les années suivantes. En 1976, l'adoption du procédé Kaldo pour l’extraction du plomb a positionné l'usine sur les procédés pyrométallurgiques complexes. Depuis 2012, le recyclage des déchets d'équipements électriques et électroniques par ce procédé est une activité importante de l'usine.

## Histoire

### Fondation (1927 - 1933)
L'origine de l'activité métallurgique dans la région peut être fixée en 1925, quand la première découverte d'or dans le secteur de Boliden pose les fondements d'une activité d'extraction aujourd'hui centenaire. La zone riche en minéraux du gisement de Skellefteå, dans le comté de Västerbotten, dans le nord de la Suède, devient alors un important centre minier. Depuis les années 1920, différents minerais ont été extraits de presque 30 mines.
La composition du minerai de Boliden est complexe et contient, entre autres, de grandes quantités d'arsenic. Or, à la fin des années 1920, seules deux usines dans le monde sont capables de traiter ce type de minerai : une en Allemagne et l'autre aux États-Unis. Outre l'éloignement, aggravé par la localisation peu accessible des mines, les usines existantes s'avèrent dimensionnées que pour de petites productions. La décision de construire une usine dédiée aux minerais suédois est donc rapidement prise, en 1927.
La nouvelle usine métallurgique, principalement destinée à traiter les minerais cuprifères de la région aurait été implantée logiquement à proximité des mines. Mais plusieurs raisons, dont les considérations environnementales, ont nuancé la nécessité d'être proche des lieux d'extraction. Sur la côte, près de Skelleftehamn, l'existence d'un port, d'un chemin de fer, d'une alimentation électrique et d'une main-d'œuvre compétente ont décidé les investisseurs à choisir les îles Hamnskär et Rönnskär, qui ont été réunies, terrassées et reliées au continent .
En 1928, débute la construction de l'usine actuelle, dominée par une cheminée de 145 m de haut, la plus haute d'Europe. La fonderie commence à produire en janvier 1930. La production consiste en du cuivre brut, dit blister, coulé en lingots. Le premier lingot de cuivre blister est coulé au milieu de l'été 1930.
Pendant les premières années, jusqu'en 1933, date de la construction de l'usine d'extraction des métaux précieux, le cuivre blister contenait une quantité appréciable d'or et d'argent. La valeur de l'or dépassait alors plusieurs fois la valeur du cuivre extrait.

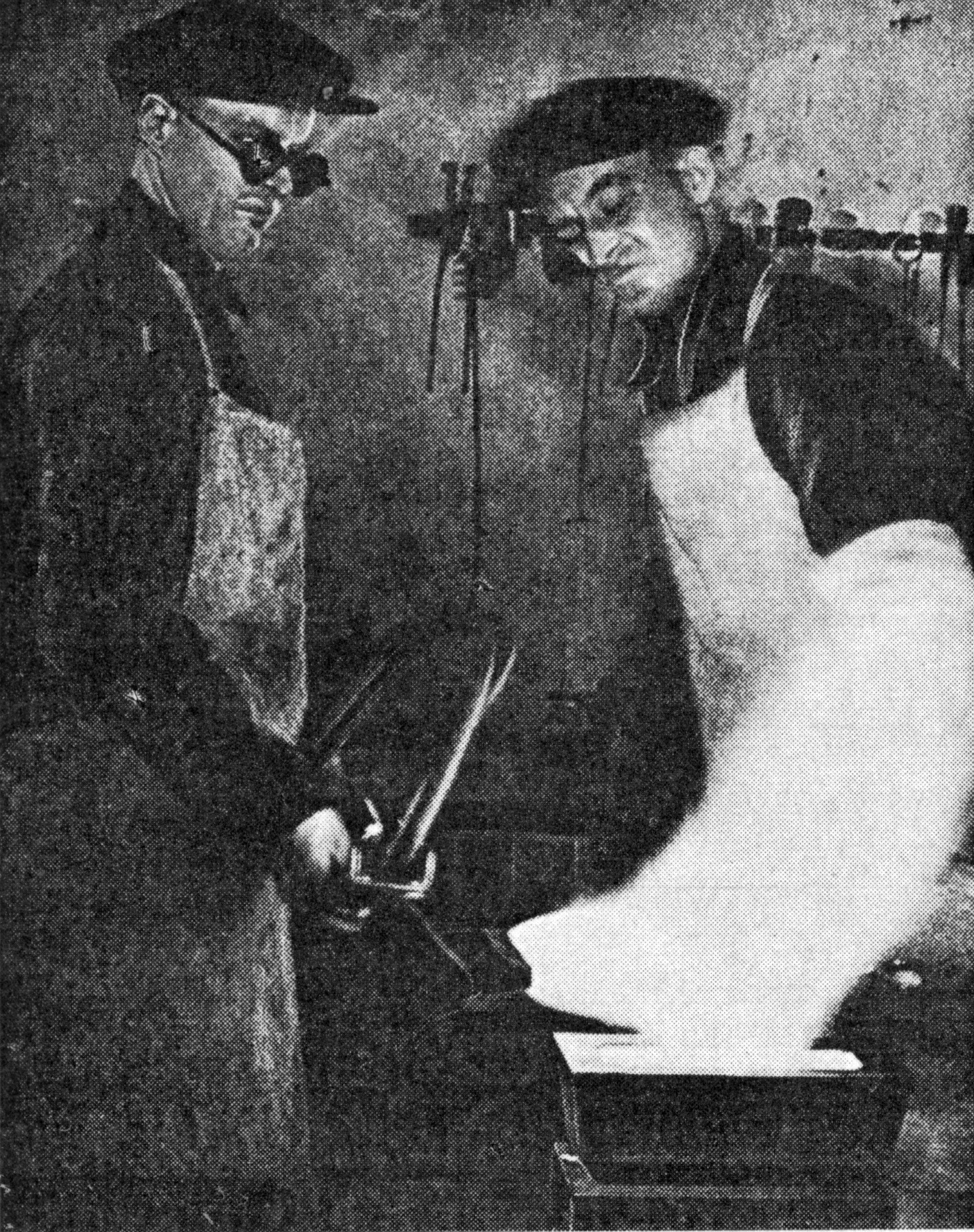
La coulée d'un lingot d'or en 1935.
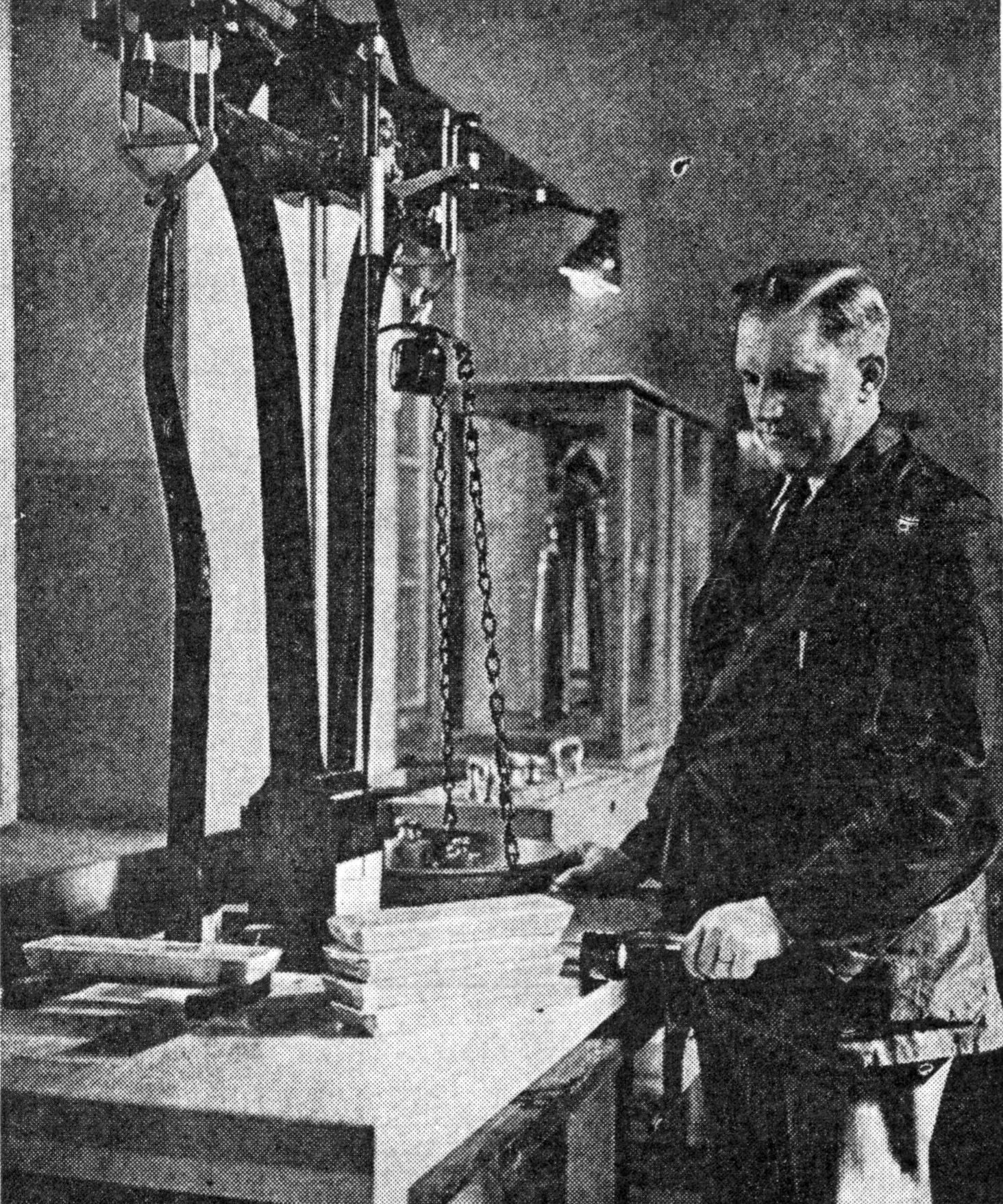
La pesée des lingots d'or en 1935.

### Développement de la polyvalence (1933 - 1998)
Au fil des ans, l'usine bénéficie d'investissements l'agrandissant et la modernisant. Des fours à réverbères, des convertisseurs et des installations d'électrolyse sont construits dès les années 1930. L'extraction du plomb (en) devient industrielle dans les années 1940. En 1952, une usine d'acide sulfurique est construite pour récupérer le dioxyde de soufre rejeté par la cheminée. Au milieu des années 1960, le recyclage du zinc se développe. En 1976, Rönnskär inaugure le premier convertisseur Kaldo au monde dédié à l'extraction du plomb. Celui-ci est destiné au traitement des résidus de la production de cuivre.
Le recyclage des métaux contenus dans les déchets d'équipements électriques et électroniques commence en 1980. La fusion des déchets électroniques alterne avec celle des déchets de plomb, dans le même outil, le convertisseur Kaldo. Au fil des ans, celui-ci s'est avéré très flexible et capable de traiter un grand nombre de matériaux, tout en étant diminuant l'impact environnemental de l'activité.

### Croissance (depuis 1998)
De 1998 à 2000, un programme majeur d'investissements consacre la stratégie de l'usine : le projet « Rönnskär +200 », est un investissement de 1,9 milliard de SEK qui augmente la capacité de production de 70 %. Avec une capacité de 250 000 t/an de cuivre, l'usine est une des plus grandes fonderies au monde et, sur bien des aspects, la plus moderne. Les minerais sont fournis par les propres mines de Boliden AB, notamment la mine d'Aitik, ainsi que par des fournisseurs externes.
Parallèlement, le recyclage des déchets est une activité stratégique en forte croissance. En 2012 est démarrée une nouvelle installation de recyclage des déchets électroniques, fondée sur le convertisseur Kaldo. Cet investissement renforce la position de Boliden en tant que leader mondial dans ce domaine.
En 2021, la production de l’usine a été de 223 000 t de cuivre, 34 000 t de clinker de zinc, 24 000 t de plomb, 528 000 t d'acide sulfurique, 483 t d'argent et 11 t d'or ; 865 employés y travaillent.